# Hofmann & Czerny, Fabrik für Motorräder und Voituretten
Hofmann & Czerny, Fabrik für Motorräder und Voituretten war ein Hersteller von Automobilen und Motorrädern aus Österreich-Ungarn.

## Unternehmensgeschichte
Das Unternehmen wurde 1906 in Wien als Tochterunternehmen der Continental Piano-Orchester-Fabrik Hofmann & Czerny gegründet. Im gleichen Jahr begann die Produktion von Automobilen und Motorrädern. Der Markenname lautete Continental. 1907 stellte das Unternehmen Fahrzeuge auf der 7. Internationalen Automobilausstellung in Wien aus. 1910 endete die Produktion.

## Fahrzeuge
Das einzige Automodell 8/9 PS war ein zweisitziger Kleinwagen. Für den Antrieb sorgte ein luftgekühlter Motor, je nach Quelle ein Einzylindermotor oder ein Zweizylindermotor. Das Leergewicht war mit 350 kg angegeben. Das Getriebe verfügte über zwei Gänge. Auf ein Differential wurde verzichtet.
Der Motor des Motorrades leistete 3,75 PS.